# دوره بیست و چهارم مجلس شورای ملی
دوره بیست و چهارم مجلس شورای ملی که آخرین دوره این مجلس در تاریخ ایران بود، در تاریخ ۱۷ شهریور ۱۳۵۴ خورشیدی مطابق با چهارم ذی الهجه ۱۳۹۵ هجری قمری و هشتم دسامبر ۱۹۷۵ میلادی بازگشایی شد. این مجلس همزمان با انقلاب ۱۳۵۷ به کار خود پایان داد. ریاست این مجلس با جواد سعید بود. این دوره نیز متشکل از ۲۶۸ نماینده بوده‌است.
با توجه به  ساختار تک حزبی و تشکیل حزب رستاخیز و ممنوعیت فعالیت سایر احزاب میزان مشارکت در این انتخابات پایین بوده و تنها ۴۸٫۶ درصد واجدین شرایط در این انتخابات شرکت کردند.
در این انتخابات، ۷۰۰۰ نفر در کل کشور ثبت‌نام کردند اما فقط صلاحیت فقط ۹۵۰ نفر توسط هیئت معتمدان و حزب رستاخیز تأیید شد.